# Power Metal (álbum)
Power Metal es el cuarto álbum de estudio de la banda de Metal Pantera, este álbum es de los más variados e intrigantes en cuanto a su sonido, ya que alterna el ya conocido y usado thrash metal de principios de los 80's explorado de mano de bandas como Metallica o Megadeth, el hard rock más clásico de bandas como Led Zeppelin o Kiss en sus inicios y el heavy metal de cariz rápido usado por Judas Priest o Iron Maiden. Fue el primer álbum con Phil Anselmo (proveniente de Nueva Orleans) a la voz, sustituyendo a Terry Glaze, y aportando un estilo más áspero y agudo al sonido. También, destaca por la última pista, titulada "P.S.T. 88", ya que es la primera aparición de Dimebag Darrell en llevar la voz (más tarde cantaría en "Caged In a Rage" y "Heard It On The X"). El álbum, es realizado bajo una producción notoriamente más pesada que el anterior álbum, I Am The Night, al incorporar canciones de metal más tradicional.
La canción "Proud To Be Loud", fue escrita y producida por Marc Ferrari, guitarrista de la banda de Metal Keel, la cual, originalmente, aparecería en el álbum de 1987 homónimo de la banda. Sin embargo, Keel no haría una versión de la canción hasta 1998. La versión de Pantera, fue usada como parte de la canción del corte teatral Donnie Darko.
El exvocalista de Pantera Terry Glaze ayudó a coescribir la canción "Down Below". Una versión anterior de Terry Glaze aparece en I Am The Night.

## Lista de canciones
1. "Rock The World" – 3:36
2. "Power Metal" – 3:52
3. "We'll Meet Again" – 3:56
4. "Over And Out" – 5:08
5. "Proud To Be Loud" – 4:04
6. "Down Below" – 2:51
(regrabación)
7. "Death Trap" – 4:09
8. "Hard Ride" – 4:18
9. "Burnnn!" – 3:37
10. "P.S.T. 88" – 2:42

## Miembros
- Phil Anselmo - Voz
- Diamond Darrell - Guitarra, voz principal en "P.S.T. 88"
- Rexx Rocker - Bajo
- Vinnie Paul - Batería